# 微化石

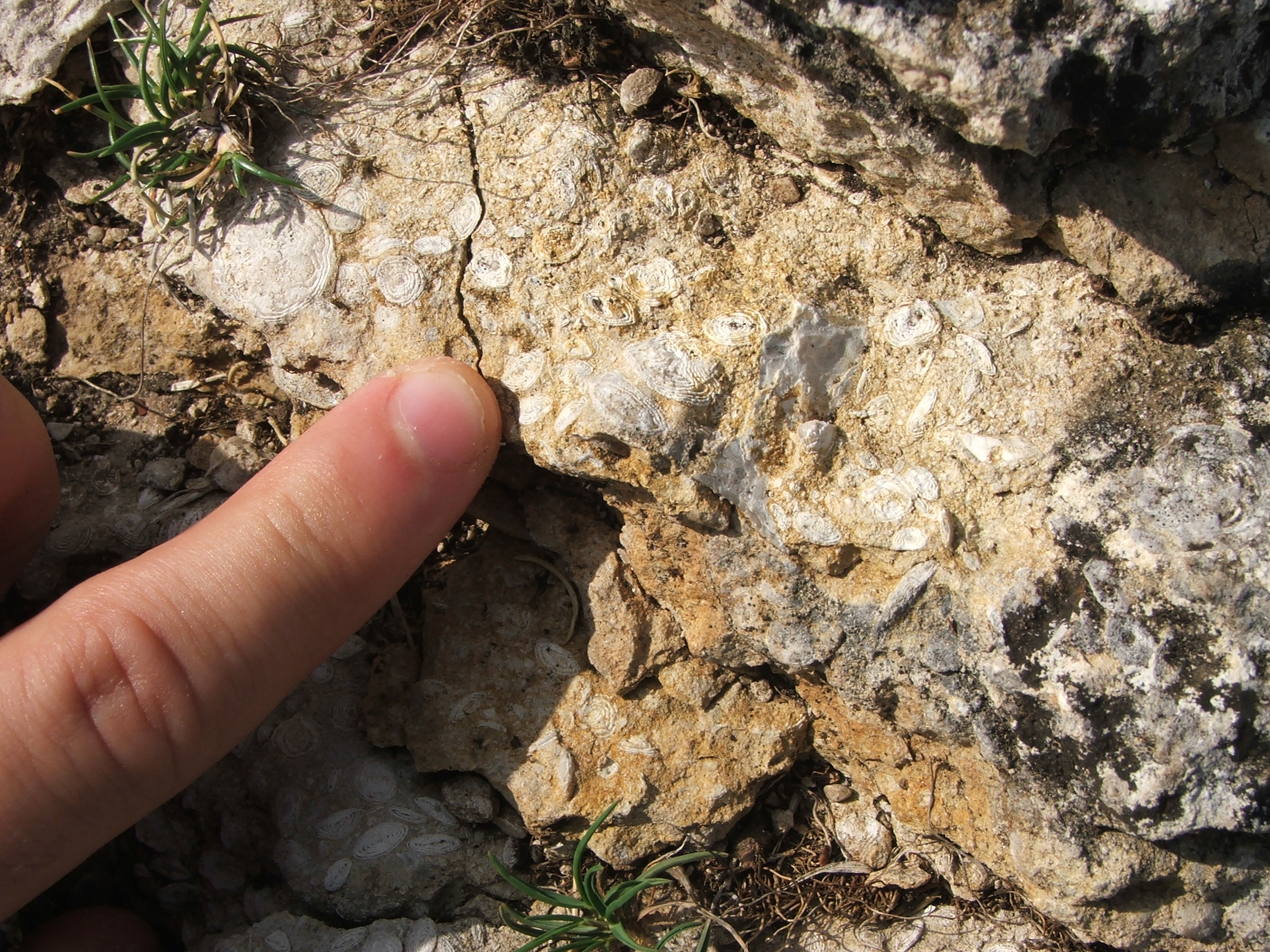
代表的な微化石、有孔虫。写真のものは微化石としては大型の部類に入る。

微化石（びかせき）とは、主に顕微鏡でしか同定できない、大きさが数mm以下の特に小さい化石のことである。大型化石（普通の肉眼サイズでそれをわかる化石）の対語ではあるが、厳密な区別は無い。一般にはあまり知られていないが、産出する数としては化石の中で最も多い。

## 特徴

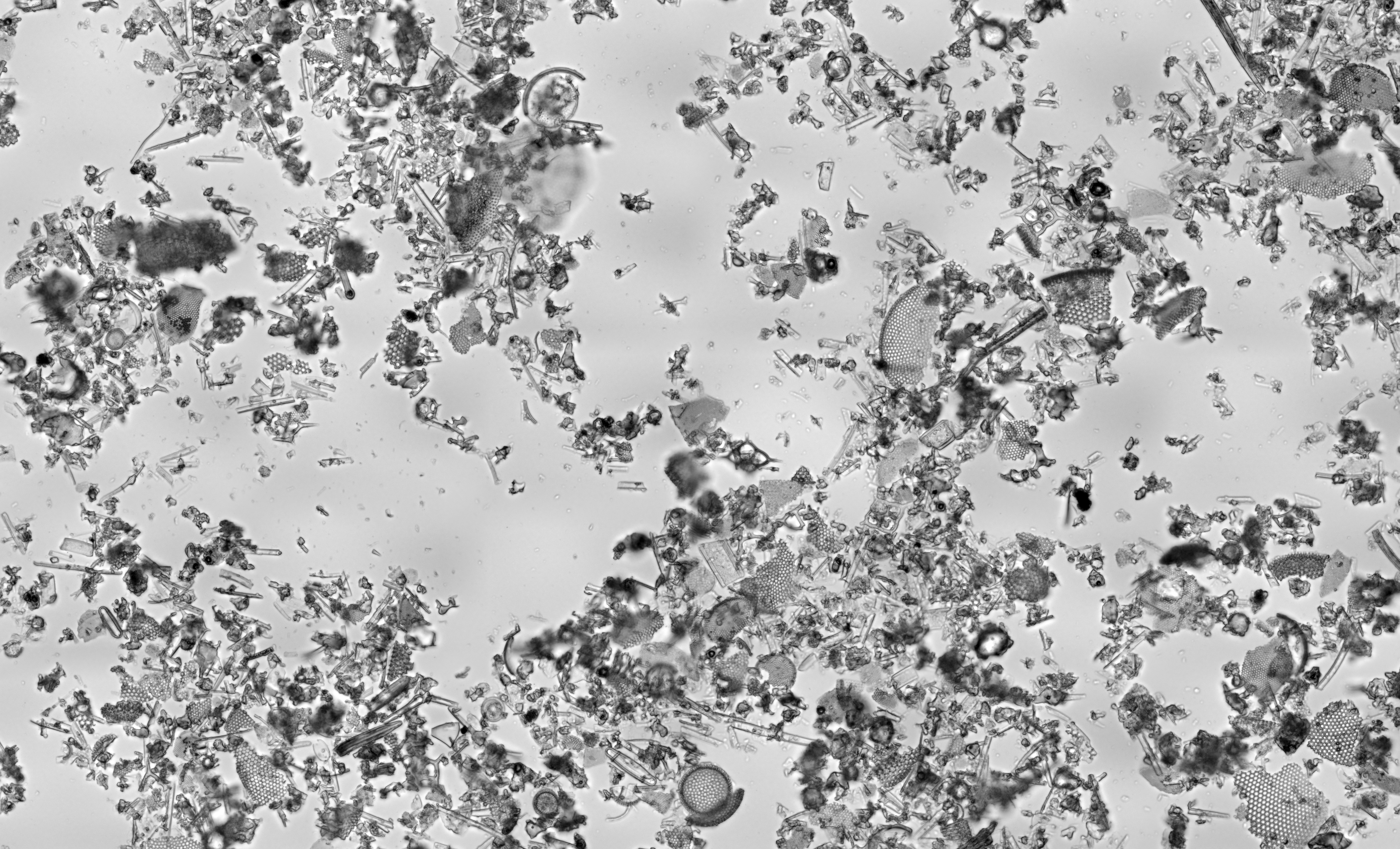
珪藻土は単細胞生物である珪藻の被殻の微化石から構成された、珪酸質の柔らかな堆積岩である。このサンプルは中心珪藻と羽状珪藻の混合物から構成された水中の珪藻土粒子を撮影したものであり、スケールは6.236 ピクセル/μm、画像全体の実際のサイズはおよそ1.13×0.69 mmである。

地球上に存在した全ての生物の死骸は全て化石になる可能性があるが、実際に化石になることができるものは少ない。大抵の生物は、地上ないし水中で死亡した後、そのまま風化したり、或いは他の生物に食べられたり、菌類や細菌類により分解されたりして、その痕跡を残さない。運良く風成層や火山灰等に埋没、あるいは海底や湖底に沈み、堆積物として地層形成のプロセスに加わり保存された場合でも、後に変成作用を受けて分解されたり砕けたりしてしまう。特に造山運動の活発な地域では、化石になるまで地層が安定している保証はない。また生物側の問題として、粗い砂の上に沈んだクラゲのような脆弱な構造物が、その痕跡を砂岩の上に留められる可能性も0に近い。
しかし、放散虫や有孔虫などの微小な生物や花粉等は、それ自体が堆積岩の粒子（砂や泥）の一部として堆積するため、より大型の生物遺骸が堆積した場合に比べて変形・破壊される可能性が少なく、化石として残りやすい。また材質的にも、珪酸や石灰質でできた硬い殻を持ったものが数多く、そのために成層過程を経てもなお極めて良好に原形を留めているものが多い。従って、一見化石が含まれていないように見える試料中にも微化石が発見できる可能性がある。それらの微化石を研究する事で貴重な情報を得ることができる。
通常の化石と比較した場合の長所
- 化石として産出する頻度が高い。
- 構造物全体が破損せずに残存する可能性が高い。
- 単位試料あたりの個体数が大きい。

微化石の短所
- 化石の発見に注意を要する。
- 解釈が難しい。
- 一個体当たりの情報量が少ない。

こうした短所を補う技術として、試料中の粒子が微化石かどうかや、微化石である場合はその種類を人工知能（AI）で短時間に判定できるシステムが、日本の産業技術総合研究所やNECなどにより開発されている。         

## 種別
現在知られている微化石は、プランクトンなどの微生物と、多細胞生物の一部分（花粉や骨針など）とに大別される。普通の化石同様、微化石として残るのは主に珪酸質や石灰質といった硬質部分である。
珪酸質の殻を持つ微生物
- 放散虫（Radiolaria）
- 珪藻（Diatoms）
- 珪質鞭毛藻（Silicoflagellates）

石灰質の殻を持つ微生物
- 有孔虫（Foraminifera）
- 石灰質ナノプランクトン（渦鞭毛藻のシスト、円石藻等）
- 貝虫類（Ostracoda）

有機質の殻を持つ微生物
- 渦鞭毛藻（hystrichosphereを含む）

多細胞生物由来
- 花粉
- 海綿骨針
- プラントオパール
- コノドント（Conodont）

由来不明
- アクリターク（Acritarch）
- キチノゾア

## 微化石の用途
示準化石
放射年代測定等の手段により出現年代が特定されていて、かつ発見される時代の幅が狭い種は、同じ化石を含む他の地層の年代を特定するために利用される。これを示準化石という。
示相化石
生息する環境が限られており、しかもその環境状態を推測できる生物の化石は、その場所の過去の環境（古環境）を復元するのに役立つ。これを示相化石という。特に花粉では、新しい時代のものは現生種との直接比較が可能である場合が多く、細かい分類群まで確定できるなど得られる情報量が大きい。

## 微化石の処理
微化石はそのサイズゆえ、大型化石のように槌やたがねで切り出すわけにはいかない。物理的に超音波を用いたり振盪したりする事もあるが、試薬を用いて化学的な処理を行うのが普通である（ただし、石灰質殻の微化石の抽出に酸は使わない）。以下にナフサ（揮発油の一種）を用いた処理例を示す。

### ナフサ法
ナフサ法は、比較的軟らかい岩石を母岩とする場合に用いられる方法である。
1. 標本採取
地層から、目的の化石を含む岩石標本を採取する。標本は適当な大きさに砕き、適量を試料を取り出す。取り出した試料はよく洗ったビーカー等に入れる。処理する試料はある程度の量を確保した方が良いが、後の手間や試薬の消費を考えると多すぎてもいけない。試料は他の試料と混じらないよう慎重に管理する。微化石の処理ではコンタミネーションは致命的である。例えば石灰質の微化石を扱う前には主要な器具を酸洗浄するなど、処理試料の徹底的な隔離を図らねばならない。
2. 乾燥
ビーカーに試料を入れたまま、恒温槽で数時間乾燥させる。
3. ナフサの浸透
充分乾燥した試料の入ったビーカーにナフサを注ぎ、よく浸してナフサをしみこませる。数時間浸した後、ナフサは捨てる。普通は再利用のため、濾紙などを通してナフサを回収する。この時、試料が流出しないよう気を付ける。
4. 煮沸
ナフサを捨てた後の試料に水を注ぎ、ビーカーごとコンロで煮沸する。この際、残ったナフサや試料が破裂することがあるので、周囲の安全に十分配慮する。通常は、有害な気体を回収する設備を備えるドラフト機器内に然るべき機材（サンドバスなど）を設置して行う。
5. 洗浄
煮沸した試料が冷めるまで待った後、試料をふるいの上にあけて、よく水で洗い流す。洗った末にふるいの上に残った試料を、再びビーカーに回収する。この時のふるいは、試料中の余分な細かい粒子（泥分）を洗い流しつつも微化石はふるいの上に残るような大きさのメッシュを選ぶ。研究の対象や目的によって異なり、例えば小型の有孔虫を対象とする場合は75μm程度が用いられる。
6. 上記乾燥から洗浄までを繰り返す。
乾燥や煮沸により、浸透させた水やナフサが膨張する力を利用して試料を砕くのである。この過程に限らないが、試料の流失や他の試料の混入などが無いよう、特に注意を払う。
7. 試料の保管
充分砕かれて砂やシルトなどの集まりとなった試料を、別の容器に移して保管する。

### その他の処理法
物理的処理
- 煮沸：堆積物が特に柔らかい場合に用いられる。
- 凍結と乾燥の繰り返し：岩石の膨張や収縮による結合の緩みを利用。
- 硫酸ナトリウム処理：試薬の浸透と結晶成長による乖離力を利用したもの。過飽和させた水溶液を用いる。ナフサ法の前段階の処理として併用されることも多:い。
- ヘキサメタリン酸ナトリウム処理：同上。

化学的処理
- 過酸化水素水処理：石灰質殻を有する微化石に対して用いられる処理。化石を含む堆積物が柔らかい時に用いられる。
- フッ化水素処理：珪酸質殻を有する微化石に対して用いられる処理。
- その他の酸や塩基による溶解処理

これらは表面や個体そのものが溶解するなど、採取される標本を傷つける恐れもある。

### 検鏡用の処理
母岩から分離された微化石はプレパラートを作成するなどして、光学顕微鏡や電子顕微鏡で観察可能な形に整える。
微化石の選別
試料を適当な量だけとってシャーレなどに移し、ルーペや実体顕微鏡で試料を観察しながら微化石を拾い上げる。試料の中から微化石を拾い上げるには、水で濡らした面相筆の先で拾うなどの方法がある。
光学顕微鏡観察
そのまま実体顕微鏡で観察したり、水に懸濁して観察したりする。石灰質ナノプランクトンでは偏光顕微鏡による観察が行われる場合が多い。
走査型電子顕微鏡観察
1. カーボンテープやカーボンコロイドなど、導電性の接着剤を用いて試料台に接着する。
2. 金や白金パラジウム合金などを蒸着する。
3. 観察。

透過型電子顕微鏡観察
微化石をそのまま観察する場合もあるが、化石に炭素を蒸着した後で化石本体を溶かすカーボンレプリカ法なども用いられる。